# Mercedes-Benz O 305 OE
Der Mercedes-Benz O 305 OE war ein in 20 Exemplaren gebauter Hybridbus auf Basis des Mercedes-Benz O 305. Er wurde in den Jahren 1979 bis 1981 hergestellt und bei zwei Nahverkehrsbetrieben in den Jahren 1979 bis 1985 im Linienverkehr eingesetzt. Darunter waren 13 Exemplare bei den Stuttgarter Straßenbahnen (SSB) auf der Linie 70 von Plieningen über Degerloch nach Hoffeld sowie sieben Exemplare bei den Kreis Reeser Verkehrsbetrieben bzw. ab 1983 NIAG in Wesel.
Der Omnibus wurde durch einen Elektromotor angetrieben, der seine Energie von einer auf dem Dach des Fahrzeuges angebrachten Batterie bezog. Diese wurde durch die Rückgewinnung der Bremsenergie, einen Dieselmotor sowie an einer Ladestation aus dem Stromnetz gespeist. Das Projekt wurde aus Mitteln des Bundesministerium für Forschung und Technologie (BMFT) sowie der Länder Baden-Württemberg und Nordrhein-Westfalen finanziert.
Nach dem Auslaufen der Förderung wurde die Hybrid-Technologie von Mercedes-Benz nicht mehr weiterentwickelt.